# Marek Trončinský
Marek Trončinský (13. září 1988 – 22. května 2021) byl český hokejista. Hrál na postu obránce.

## Hráčská kariéra
- 2003/2004 HC Slovan Ústí nad Labem – dor. (E)
- 2004/2005 HC Chemopetrol Litvínov – dor. (E)
- 2005/2006 KEB Kladno – jun. (E), HC Rabat Kladno ELH
- 2006/2007 HC Rabat Kladno ELH, BK Mladá Boleslav (1. liga)
- 2007/2008 HC Rabat Kladno ELH, SK Horácká Slavia Třebíč (1. liga), HC Most (1. liga)
- 2008/2009 HC GEUS Okna Kladno ELH,SK Horácká Slavia Třebíč (1. liga), HC Berounští Medvědi (1. liga)
- 2009/2010 HC GEUS Okna Kladno ELH, HC Berounští Medvědi (1. liga), HC Slovan Ústečtí Lvi (1. liga)
- 2010/2011 Bílí Tygři Liberec ELH, HC Benátky nad Jizerou (1. liga)
- 2011/2012 Bílí Tygři Liberec ELH
- 2012/2013 HK Jugra Chanty-Mansijsk (KHL)
- 2013/2014 HK Jugra Chanty-Mansijsk (KHL), HC Slovan Bratislava (KHL), HC Oceláři Třinec ELH
- 2014/2015 HC Oceláři Třinec ELH, hostování od 9.12.2014 do konce ledna BK Mladá Boleslav ELH
- 2015/2016 BK Mladá Boleslav ELH
- 2016/2017 BK Mladá Boleslav ELH, HC Dynamo Pardubice ELH
- 2017/2018 HC Dynamo Pardubice ELH
- 2018/2019 HC Dynamo Pardubice, HC Verva Litvínov ELH
- 2019/2020 HC Verva Litvínov ELH, Sheffield Steelers (Spojené království)
- 2020/2021 Gyergyói HK Erste Liga

## Osobní život
S partnerkou Denisou měl dceru Adrianu, která se narodila v roce 2015.